# 青春少年在哭泣 / 雨後的夕陽 / 現在從這裡
《青春少年在哭泣/雨後的夕陽/現在從這裡》（青春小僧が泣いている/夕暮れは雨上がり/イマココカラ）是日本的女子偶像組合早安少女組。'15的第58张单曲。2015年4月15日由zetima发售。

## 概要
- 「青春少年在哭泣/雨後的夕陽/現在從這裡」是早安少女組。'15第三張3A單曲，亦是十二期成員尾形春水、野中美希、牧野真莉愛和羽賀朱音加入後第一張單曲。
- 「青春少年在哭泣」採用日本平安時代的和歌《伊呂波歌》作為歌曲的一部份。
- 「現在從這裡」是電影《光之美少女 All Stars 春之嘉年華♪》的主題曲。
- 此單曲有6個版本，分別有「初回生產限定盤A - D」和「通常盤A - B」。「初回生産限定盤A」收錄了「青春少年在哭泣」的PV；「初回生産限定盤B」收錄了「雨後的夕陽」的PV；「初回生產限定盤C」收錄了「現在從這裡」的PV；「初回生產限定盤D」收錄了「青春少年在哭泣」的PV和單曲製作花絮（Making）。
- 九期成員鈴木香音因腳傷而缺席「青春少年在哭泣」和「雨後的夕陽」的PV，其位置由Juice=Juice的宮本佳林補替。
- 在4月27日於Oricon公信榜单曲週榜取得第2名。
- 此外，單曲是早安少女組。繼第57張單曲《TIKI BUN / Shabadabadoo～ / 回首的美人》後，第22張首週銷量超過10萬張的單曲，亦是第29張銷量10萬以上的單曲（10.8萬張）。

## 收錄内容

### CD
1. 青春少年在哭泣
（作詞、作曲：淳君、編曲：江上浩太郎）
2. 雨後的夕陽
（作詞、作曲：淳君、編曲：鈴木俊介）
3. 現在從這裡
（作詞：青木久美子、作曲：高取秀明、編曲：大久保薫）
4. 青春少年在哭泣 (Instrumental)
5. 雨後的夕陽 (Instrumental)
6. 現在從這裡 (Instrumental)

### DVD

#### 初回生產限定盤A
1. 青春少年在哭泣（MV）

#### 初回生產限定盤B
1. 雨後的夕陽（MV）

#### 初回生產限定盤C
1. 現在從這裡（MV）

#### 初回生產限定盤D
1. 青春少年在哭泣（Dance Shot Ver.）
2. 青春少年在哭泣、雨後的夕陽（Making Video）